# Осетинське пиво
Осетинське пиво (ос. бæгæны, ӕлутон) — традиційний напій осетинської кухні.
Пиво для осетин має сакральне значення, жодна подія (ос. куывд) не проходить без нього — весілля, святкова трапеза. За три дні до свята — наприклад, весілля — починали варити пиво у великих мідних котлах на багатті.

## Походження
У Нартському епосі створення пива приписують центральному жіночому персонажу — Шатані. За легендою, Уризмаг побачив у лісі пташку, яка клювала хміль та впала заживо на землю. Він відніс її додому, розказав про все дружині Шатані. Вона приготувала сусло з ячменю, заквасила його хмелем та отримала густе чорне пиво.

## Застілля
Будь-яка подія в осетин починалась з молитви старшого (ос. хистæр) до Бога (ос. Хуыцау). Перед ним на столі — три осетинські пироги, а в руках — чаша з пивом. Коли молитва завершувалась, то до старшого підходить наймолодший та відриває частину від верхнього пирога та запиває осетинським пивом. После цього чаша йшла по колу стола та всі учасники застілля відпивали робили декілька ковтків, після цього чаша поверталась знову до найстаршого, який допивав пиво.

## Приготування
- Питна вода — 40—50 л;
- Ячмінь — 1,5 кг;
- Пшениця — 1,5 кг;
- Біле кукурудзяне борошно — 2 кг;
- Дріжджі — 75 г;
- Цукор — 100 г.

Ячмінь та пшеницю заливають водою та залишають на добу. Потім воду зливають, а вологі зерна залишають поки вони не проростуть. Після цього зерна з ростками перемелюють — так отримують солод, який заливають теплою водою і дають відстоятись протягом 4 годин. Суміш доводят до кипіння та варять на повільному вогні протягом 2 годин. Кукурузне борошно обсмажують до коричневого кольору, після цього висипають в попередньо проціджену суміш та варять ще протягом 3 годин. Потім охолоджують до 35 °C та заливають раніше разведеними дріжджами. Суміш укривають та ставлять в тепле місце. За добу пиво ще один раз проціджують, після цього за бажанням додають цукор.

## Алутон
Найулюбленіший вид пива в осетинського народу — алутон. Його готують за старовинними рецептами та обов'язково з талої води. Раніше цей напій вважався жертвенним — його використовували під час жертвоприношення святому Уастирджи.